# Alma (Georgia)
Alma – miasto w Stanach Zjednoczonych, w południowo - wschodniej części stanu Georgia.  Jest siedzibą władz Hrabstwa Bacon.

## Demografia
W 2010 roku liczyło 3466 mieszkańców. W roku 2023 liczba mieszkańców minimalnie zwiększyła się (wzrost o 0,17%) do 3472 osób, a gęstość zaludnienia przekroczyła 231 osób/km².

## Nazwa
Nazwa miasta jest akronimem od nazw czterech dotychczasowych stolic stanu Georgia: Augusta, Louisville, Milledgeville i Atlanta.